# Komičar
Komičar je glumac koji je specijaliziran na komediografski repertoar.
Komičar je i izvođač koji publiku zabavlja zasmijavajući je. To može ostvarivati šalama ili komičnim situacijama, ponašanjem poput budala, kao i drugim, specijalnim vrstama izvođenja.
Za ženu se upotrebljava naziv komičarka.

## Poznati komičari / komičarke
- Nela Eržišnik
- Željko Pervan
- Zlatan Zuhrić
- Charlie Chaplin
- Fernandel
- Buster Keaton